# SMS Seydlitz
SMS Seydlitz – niemiecki krążownik liniowy (według oryginalnej nomenklatury wielki krążownik, niem.: Großer Kreuzer) z okresu I wojny światowej, jedyny okręt swojego typu. Oddany do służby w 1913 roku jako czwarta jednostka swojej klasy w Kaiserliche Marine, został nazwany na pamiątkę pruskiego generała kawalerii Friedricha Wilhelma von Seydlitza (1721–1773), uczestnika wojny siedmioletniej.
Podczas wojny uczestniczył w większości akcji Hochseeflotte na Morzu Północnym, w tym bitwach na Dogger Bank w 1915 i jutlandzkiej w 1916 roku, oraz akcjach przeciwko miastom wschodniego wybrzeża Anglii. W 1915 roku działał również przez pewien czas na Morzu Bałtyckim. Kilkakrotnie poważnie uszkodzony, dzięki mocnej i zrównoważonej konstrukcji nie uległ zniszczeniu i przetrwał do końca wojny.
W listopadzie 1918 roku, na mocy postanowień rozejmu w Compiègne, „Seydlitz” został wraz z większością okrętów Hochseeflotte internowany w Scapa Flow. 21 czerwca 1919 roku jego załoga dokonała samozatopienia dla uniknięcia przejęcia jednostki przez zwycięskich aliantów. Wrak został wydobyty i zezłomowany w latach 1928–1930.

## Projektowanie i budowa
W trwającym od pierwszych lat XX wieku wyścigu zbrojeń morskich pomiędzy Royal Navy a Kaiserliche Marine Brytyjczycy, obok budowy klasycznych drednotów, rozpoczęli konstruowanie nowej klasy okrętów: krążowników liniowych. Na budowę trzech pierwszych jednostek typu Invincible Niemcy zareagowali konstrukcją okrętu „Von der Tann” (oddanego do służby w 1911 roku), o zbliżonych charakterystykach, jednak lepiej opancerzonego. Kolejne dwa krążowniki typu Moltke były budowane według nieco ulepszonego projektu i weszły do linii rok później. Zgodnie z niemiecką koncepcją, popieraną przez wielkiego admirała Alfreda von Tirpitza, okręty te miały służyć jako szybkie skrzydło rozpoznawcze floty, zdolne jednocześnie do wykonywania działań dywersyjnych, wciągających do walki niewielkie zespoły floty przeciwnika. Gdy Royal Navy rozpoczęła budowę najpierw jednego, a wkrótce dwóch kolejnych krążowników liniowych nowego typu Indefatigable, także sztab Kaiserliche Marine zdecydował o zamówieniu jeszcze jednego okrętu tej klasy (w Niemczech oficjalnie określanej, podobnie jak ostatnie krążowniki pancerne, jako wielkie krążowniki – Große Kreuzer, nieoficjalnie jako krążowniki bojowe – Schlachtkreuzer).
4 kwietnia 1909 roku admirał Tirpitz przedstawił wstępny projekt nowego okrętu kierownikom departamentów niemieckiego ministerstwa marynarki (Reichsmarine Amt). Ponieważ Reichstag nie zgodził się na przyznanie dodatkowych sum dla marynarki, żądając utrzymania kosztów na poziomie jednostek typu Moltke, zaproponowano jedynie nieznaczne modyfikacje konstrukcji, odrzucając wszelkie propozycje, które zwiększyłyby nadmiernie cenę jednostki. Główną zmianą w stosunku do typu Moltke było wzmocnienie pancerza burtowego. Zarzucono planowane początkowo zastosowanie ośmiu, ustawionych w osi symetrii armat o kalibrze zwiększonym do 305 mm, pozostając ostatecznie przy stosowanym dotychczas układzie artylerii głównej: dziesięciu działach kalibru 280 mm, z dwoma wieżami ustawionymi diagonalnie na śródokręciu. Oprócz konieczności utrzymania jak najniższych kosztów budowy wpływ na to miały niedostateczne dostawy armat kalibru 305 mm przez zakłady Friedrich Krupp AG. Finanse na budowę nowego krążownika zostały przeznaczone w budżecie marynarki na lata 1910/1911.
Departament konstrukcyjny (Konstruktiondepartement) ministerstwa marynarki zakończył pracę nad wstępnym projektem w maju 1909 roku. 28 września zastępca dyrektora departamentu, inżynier Hans Bürkner, przedstawił admirałowi Tirpitzowi dwa alternatywne projekty, oznaczone jako I i II, oba oparte na rozwiązaniach konstrukcyjnych zastosowanych w typie Moltke. Projekt II uzyskał akceptację i stał się podstawą do opracowania dalszych, zmodyfikowanych planów. Ostateczny projekt nowego krążownika oznaczonego jako „krążownik J”, którego głównym autorem był Marine-Oberbauart Albert Dietrich, został zaaprobowany przez cesarza Wilhelma II 27 stycznia 1910 roku i zamówiony w stoczni koncernu Blohm & Voss w Hamburgu (tej samej, która zbudowała „Von der Tanna” i obie jednostki typu Moltke) 21 marca tegoż roku. Stępkę pod budowę okrętu, która otrzymała numer stoczniowy 209, położono 4 lutego 1911 roku, chociaż oficjalny kontrakt ze stocznią podpisano dopiero 21 marca, a cesarz zatwierdził go pięć dni później. Wodowanie odbyło się 30 marca 1912 roku w obecności generała Karla Wilhelma von Kleista. Jak wszystkie wielkie krążowniki otrzymał nazwę od nazwiska niemieckiego dowódcy armii lądowej, generała kawalerii z czasów Fryderyka Wielkiego. Otrzymał również herb, przedstawiający trzy czerwone ryby na srebrnym tle.
W kwietniu 1913 roku okręt, obsadzony załogą stoczniową, przepłynął do Kilonii, gdzie dokończono prace wyposażeniowe. Wreszcie, po 28 miesiącach budowy „Seydlitz” został ukończony i 22 maja 1913 roku przejęty przez Kaiserliche Marine. Otrzymał załogę, której większość pochodziła z przesuniętego do rezerwy krążownika pancernego „Yorck”. Ostateczny koszt budowy okazał się nieznacznie większy niż krążowników typu Moltke i wynosił nieco ponad 44 685 tysięcy marek w złocie. Naciski, czynione przez admirała Tirpitza na kierownictwo koncernu Blohm & Voss, spowodowały obniżenie ceny płaconej przez rząd za okręt, co w efekcie przyniosło stoczni stratę około 2 milionów marek. Po odbyciu prób morskich krążownik wszedł z końcem sierpnia 1913 roku w skład Zespołu Okrętów Rozpoznawczych (Verband der Aufklärungsschiffe) Hochseeflotte. Pierwszym dowódcą okrętu został Kapitän zur See (odpowiednik komandora) Moritz von Egidy.

## Opis konstrukcji

### Charakterystyka ogólna
Konstrukcja krążownika liniowego „Seydlitz” oparta była na powiększonym projekcie typu Moltke, ale ze zmodyfikowanym, w celu uzyskania lepszej dzielności morskiej i odporności na uszkodzenia, kadłubem. Był on zbudowany w oparciu o mieszany, wzdłużno-poprzeczny układ wiązań i podzielony grodziami wodoszczelnymi na 17 przedziałów wodoszczelnych, podwójne dno chroniło 76% długości jednostki. Dłuższy i węższy, w porównaniu z kadłubem okrętów typu Moltke, miał podwyższony o jeden poziom pokład dziobowy, co poprawiało charakterystyki żeglugowe przy wzburzonym morzu. Od poprzedników odróżniał się także wyższą nadbudówką dziobową. Przy długości całkowitej 200,6 m (200 m na konstrukcyjnej linii wodnej oraz między pionami) i szerokości maksymalnej 28,5 m (28,8 m ze złożonymi wzdłuż burt wytykami sieci przeciwtorpedowych), jego wyporność konstrukcyjna wynosiła 24 988 ton metrycznych, a pełna 28 550 ton (według jednego ze źródeł były to odpowiednio wartości 24 594 oraz 28 100 ton). Zanurzenie w pełni obciążonego okrętu wynosiło 9,09 m na dziobie i 9,28 m na rufie.
„Seydlitz” charakteryzował się dużą dzielnością morską i możliwością utrzymywania kursu i wysokiej prędkości nawet w warunkach żeglugi po silnie wzburzonym akwenie, miał jednak tendencję do lekkiego skręcania na zawietrzną.
Według projektu załoga okrętu miała wynosić 43 oficerów oraz 1025 podoficerów i marynarzy (w przypadku pełnienia funkcji jednostki flagowej o 75 osób więcej), po rozpoczęciu wojny sięgała 1143 osób, zaś w czasie bitwy jutlandzkiej osiągnęła 1425 osób. Okręt dysponował zestawem 10 łodzi ratunkowych i roboczych różnej wielkości.

### Urządzenia napędowe
Napęd krążownika stanowiły dwa zespoły turbin parowych systemu Parsonsa, każdy składający się z turbiny wysokiego i niskiego ciśnienia, turbiny marszowej i turbiny biegu wstecznego, rozmieszczonych w trzech pomieszczeniach maszynowni. W dwóch przednich znajdowały się turbiny wysokiego ciśnienia, poruszające bezpośrednio zewnętrzne wały napędowe, w tylnej maszynowni turbiny niskiego ciśnienia, poruszające wały wewnętrzne. Na każdym z wałów osadzona była trójłopatowa śruba o średnicy 3,88 m. Po obu stronach tylnej maszynowni, przy burtach, umieszczono pomieszczenia urządzeń pomocniczych. Łączna projektowana moc maszyn wynosiła 63 000 KM, co miało zapewnić prędkość maksymalną 26,5 węzła. Na przeprowadzonych w lipcu 1913 roku próbach prędkości na mili pomiarowej uzyskano moc maksymalną 89 738 KM i prędkość 29,12 węzła przy 329 obrotach śrub na minutę, a podczas próby sześciogodzinnej moc 73 923 KM i średnią prędkość 26,73 węzła przy 293 obrotach na minutę.
Parę do turbin dostarczało 27 kotłów parowych typu Schulz-Thornycroft, opalanych węglem, o ciśnieniu roboczym 16 atmosfer i łącznej powierzchni grzewczej 12 500 m². W 1916 roku zainstalowano w nich urządzenia do szybkiego rozpalania przy pomocy rozpylonego paliwa płynnego. Kotły były rozmieszczone w 15 kotłowniach: pięciu pomieszczeniach przedzielonych dwoma grodziami wzdłużnymi. W trzech przednich kotłowniach znajdowało się po jednym kotle, w pozostałych po dwa. Spaliny z kotłowni odprowadzane były przez dwa kominy. Normalny zapas węgla wynosił 1000 ton, maksymalny 3600 ton (od 1916 roku dodatkowo 200 ton paliwa płynnego). Pozwalało to uzyskać zasięg 4200 mil morskich przy prędkości ekonomicznej 14 węzłów (część źródeł podaje nieco odmienne liczby, zarówno zapasów paliwa, jak i zasięgu).
Podobnie jak jednostki typu Moltke, „Seydlitz” posiadał dwa stery w układzie tandemu, jeden za drugim. Ustawienie to, mające w zamyśle poprawiać zwrotność okrętu, nie spełniało do końca oczekiwań, ponieważ pierwszy ster znajdował się w strefie zaburzonego opływu wody. Powodowało to powolną reakcję krążownika na wychylenie steru i znaczny spadek prędkości w chwili skrętu.
Instalacja elektryczna o napięciu 220 V była zasilana przez sześć turbogeneratorów o łącznej mocy 1800 kW.

### Uzbrojenie
Główne uzbrojenie artyleryjskie „Seydlitza” stanowiło dziesięć dział 28 cm SK L/50, kalibru 280 mm, i długości lufy równej 50 kalibrom, umieszczonych w pięciu pancernych wieżach. Jedna z nich znajdowała się na podwyższonym pokładzie dziobowym, dwie ustawione diagonalnie (w tzw. formacji eszelonowej) na śródokręciu, dwie pozostałe w superpozycji na rufie okrętu. Minimalny kąt podniesienia dział wynosił –8°, maksymalny 13,5°, po zmianach wprowadzonych po bitwie jutlandzkiej wartości te wynosiły odpowiednio –5,5° oraz 16°. Pozwoliło to zwiększyć donośność z 16 200 m do 20 400 m. Zapas pocisków do dział artylerii głównej liczył 870 sztuk (po 174 jednostki na wieżę), według niektórych źródeł wynosił 846 sztuk (po 174 jednostki dla wież umieszczonych w osi symetrii kadłuba i po 162 jednostki dla wież na śródokręciu). Komory amunicyjne były umieszczone poniżej wież artyleryjskich, przy czym magazyny pocisków znajdowały się poniżej magazynów ładunków miotających.
Kąt ostrzału poszczególnych wież artyleryjskich wynosił: dla wieży dziobowej 300°, dla wież na śródokręciu 180° na bliższą burtę i 120° na dalszą (ta ostatnia możliwość była wyłącznie teoretyczna, w praktyce strzelanie na przeciwległą burtę wiązało się z uszkodzeniami wywołanymi podmuchem), dla obu wież rufowych po 290°. W porównaniu z poprzednimi niemieckimi krążownikami liniowymi „Seydlitz” dysponował nowocześniejszym systemem kierowania ogniem, centralne przyrządy kierowania ogniem dla artylerii głównego i średniego kalibru, opierające się na danych pozyskiwanych z dalmierzy produkcji Zeissa, zostały zainstalowane na okręcie w 1915 roku.
Artyleria średniego kalibru składała się z 12 dział 15 cm SK L/45, kalibru 150 mm i długości lufy równej 45 kalibrom, umieszczonych w kazamatach pokładu bateryjnego na burtach okrętu. Dwie pary dział mogły prowadzić ogień w kierunku rufy, pozostałe cztery w kierunku dziobu (przy czym piąta para dział, licząc od dziobu, miała ambrazury pozwalające strzelać w obu kierunkach. Zapas amunicji liczył 1920 jednostek, po 160 na lufę. Do zwalczania torpedowców i innych małych jednostek krążownik posiadał początkowo 12 (później ich liczbę zmniejszono do 10) dział 8,8 cm SK L/45, kalibru 88 mm. Cztery z nich (po dwa na burtę) znajdowały się w kazamatach poniżej pokładu górnego w dziobowej części kadłuba, dwa kolejne w kazamatach nadbudówki dziobowej, cztery za baterią dział kal. 150 mm, dwa ostatnie w kazamatach nadbudówki rufowej. Zapas pocisków wynosił 3400 jednostek. W 1916 roku zostały one uznane za nieskuteczne i zdemontowane. W tym samym czasie okręt otrzymał uzbrojenie przeciwlotnicze: dwa działa kalibru 88 mm zainstalowane na rufowej nadbudówce.
„Seydlitz” został ponadto uzbrojony w cztery podwodne wyrzutnie torpedowe kalibru 500 mm, z zapasem 11 torped. Podobnie jak na pozostałych niemieckich krążownikach liniowych, jedna z nich umieszczona była na dziobie, jedna na rufie (po lewej stronie urządzenia sterowego), dwie na każdej z burt prostopadle do osi podłużnej jednostki. Okręt otrzymał również sieci przeciwtorpedowe na wytykach, zostały one jako nieskuteczne zdemontowane pod koniec wojny.

### Opancerzenie
Głównym elementem opancerzenia pionowego „Seydlitza” był burtowy pas pancerny wykonany z utwardzanej powierzchniowo stali Kruppa grubości maksymalnej 300 mm, wysokości 1,8 m (z czego 0,4 m poniżej konstrukcyjnej linii wodnej), rozciągający się od barbety pierwszej wieży dziobowej poza barbetę skrajnej wieży rufowej i chroniący wszystkie żywotne mechanizmy okrętowe. Pod nim znajdował się drugi pas, sięgający 1,75 m poniżej konstrukcyjnej linii wodnej, o grubości malejącej stopniowo do 150 mm na dolnym skraju, położony na podkładzie z drewna tekowego grubości 50 mm. Powyżej głównego pasa burtowego pancerz stopniowo zmniejszał się do 230 mm na poziomie głównego pokładu i 200 mm w rejonie ambrazur kazamat dział średniego kalibru. Pas pancerny przechodził w cytadelę o grubości ścian do 200 mm. Znajdujące się poza obrębem cytadeli części okrętu były chronione pasami pancerza pionowego o grubości zmniejszającej się do 200 mm w części dziobowej i 100 mm na rufie. Kazamaty dział kal. 150 mm były chronione pancerzem grubości 150 mm.
Pancerz poziomy tworzył pokład pancerny o grubości 30 mm na śródokręciu, gdzie znajdował się 1,4 m powyżej konstrukcyjnej linii wodnej, 50 mm w części dziobowej oraz 80 mm w rufowej (odpowiednio 0,9 m oraz 1,8 m poniżej konstrukcyjnej linii wodnej). Łączył się on z pancerzem burtowym skosami grubości od 25 mm na śródokręciu do 50 mm na rufie. Ponadto kadłub był zabezpieczony przed skutkami eksplozji podwodnych wzdłużnymi grodziami przeciwtorpedowymi, rozciągającymi się pomiędzy zewnętrznymi skrajami barbet pierwszej i ostatniej wieży artyleryjskiej, w odległości 4 m od poszycia burt. Miały one grubość 30 mm, powiększoną do 50 mm (według innego źródła do 45 mm) w rejonie magazynów amunicyjnych i były połączone na krańcach grodziami poprzecznymi grubości 20 mm.
Wieże artylerii głównego kalibru miały pancerz dochodzący do 250 mm w części czołowej, 210 mm w tylnej i 200 mm na ścianach bocznych. Barbety wież artylerii głównej miały grubość do 280 mm. Główne stanowisko dowodzenia miało pancerz o grubości od 80 do 300 mm, rufowe stanowisko dowodzenia od 80 do 200 mm.

## Przebieg służby
Jeszcze w trakcie prób morskich, 29 czerwca i 3 lipca 1913 roku, „Seydlitz” był wizytowany przez cesarza Wilhelma i króla Włoch Wiktora Emanuela III. Zaraz po rozpoczęciu służby liniowej w Zespole Okrętów Rozpoznawczych wziął udział w rozpoczętych 31 sierpnia letnich ćwiczeniach floty w rejonie Helgolandu. 23 czerwca 1914 roku został okrętem flagowym dowódcy Sił Rozpoznawczych, kontradmirała Franza von Hippera, zastępując w tej roli „Moltke”. 13 lipca tegoż roku wziął udział w ostatnim pokojowym rejsie Hochseeflotte, na Skagerrak i wzdłuż wybrzeża Norwegii. Do portu powrócił wraz z innymi jednostkami 29 lipca.
Po wybuchu I wojny światowej „Seydlitz”, wraz z pozostałymi krążownikami liniowymi, wchodził w skład 1. Grupy Rozpoznawczej (1. Aufklärungsgruppe) stacjonującej w Wilhelmshaven, na kotwicowisku u ujścia rzeki Jade. Dodatkowo, wraz z siłami lekkimi, lotnictwem morskim i sterowcami, otrzymała ona zadanie ochrony wybrzeża Niemiec w rejonie Zatoki Helgolandzkiej. Jednak podczas bitwy koło Helgolandu 28 sierpnia 1914 roku ciężkie okręty niemieckie nie mogły z powodu niskiego stanu wód podczas odpływu wyjść w morze, żeby wesprzeć atakowane przez jednostki Grand Fleet siły lekkie.

### Bombardowanie Yarmouth
Duże straty poniesione w bitwie koło Helgolandu wywołały u niemieckich oficerów chęć rewanżu na flocie brytyjskiej. Jako cel ataku wybrano portowe miasto Great Yarmouth na wschodnim wybrzeżu Anglii. Według planu admirała Hippera niemieckie okręty miały ostrzelać cele lądowe oraz postawić miny na torze wodnym, a w przypadku kontrakcji brytyjskich krążowników liniowych zwycięzcy spod Helgolandu, wiceadmirała Davida Beatty’ego, wciągnąć je na niemieckie pola minowe i linie patrolujących U-Bootów.
Po południu 2 listopada okręty admirała Hippera opuściły kotwicowisko u ujścia Jade. Zespół składał się z trzech krążowników liniowych: flagowego „Seydlitza”, „Moltke” i „Von der Tanna”, krążownika pancernego „Blücher” i czterech krążowników lekkich. Następnego dnia o 6.30 rano osiągnęły pozycję w pobliżu wybrzeża Norfolku, patrolowaną przez dwa brytyjskie niszczyciele i stary torpedowiec „Halcyon”, przebudowany na trałowiec. Krążownik lekki „Stralsund” zaczął stawiać miny na zaplanowanych pozycjach, zaś pozostałe jednostki niemieckie otworzyły ogień do najbliższego celu, którym był „Halcyon”. Pomimo silnego ostrzału nie odniósł on poważniejszych uszkodzeń, jedynie odłamki wybuchających w pobliżu pocisków raniły trzech członków załogi i zniszczyły anteny radiowe. Później niemieccy artylerzyści przenieśli ogień na miasto Yarmouth, lecz ostrzał nie spowodował większych zniszczeń, większość pocisków wybuchła na plaży. Po zakończeniu stawiania min okręty admirała Hippera skierowały się w drogę powrotną. Z trzech brytyjskich okrętów podwodnych, które podjęły próbę ataku, jeden, D5, wszedł na którąś z postawionych min i zatonął wraz z niemal całą załogą (uratowano jedynie czterech marynarzy). Niemcy uznali akcję za swój sukces, a admirał Hipper został odznaczony Krzyżem Żelaznym.
20 listopada 1. Grupa Rozpoznawcza pod dowództwem admirała Hippera na „Seydlitzu”, osłaniana przez krążowniki lekkie „Straßburg” i „Stralsund” oraz 5. Flotyllę Torpedowców, przeprowadziła wypad w rejon około 80 mil morskich na północ od Helgolandu dla osłony przeprowadzającego próby morskie najnowszego krążownika liniowego Kaiserliche Marine – „Derfflingera”. Przeciwnika jednak nie napotkano.

### Bombardowanie Hartlepool
W dniach 15–16 grudnia 1914 roku okręty 1. Grupy Rozpoznawczej: flagowy „Seydlitz”, najnowszy „Derfflinger”, „Moltke”, „Von der Tann” oraz „Blücher” w osłonie lekkich krążowników 2. Grupy Rozpoznawczej (zawróconych do bazy z powodu złego stanu morza) i torpedowców przeprowadziły kolejny rajd na nadbrzeżne miasta wschodniej Anglii: Scarborough, Hartlepool i Whitby. Ich głównym celem było wciągnięcie do walki części jednostek Grand Fleet i wyprowadzenie ich pod ogień oczekujących w okolicy Dogger Bank głównych sił Hochseeflotte. Krążowniki admirała Hippera: opuściły kotwicowisko u ujścia Jade nad ranem 15 grudnia. Po osiągnięciu 16 grudnia wybrzeży Anglii admirał Hipper podzielił swój zespół: „Seydlitz”, „Moltke” i „Blücher” pod jego osobistym dowództwem miały zaatakować Hartlepool. W ciągu godzinnego bombardowania krążowniki wystrzeliły ponad 800 pocisków dużego kalibru, niszcząc instalacje stoczniowe, kolejowe i przemysłowe w mieście oraz budynki cywilne, w tym kościoły, hotele i ponad 300 domów mieszkalnych. Zginęło 86 osób, rannych zostało 424 mieszkańców miasta.
Okoliczny akwen był patrolowany przez cztery stare niszczyciele Royal Navy, które próbowały kontratakować, ale pod silnym ostrzałem tylko jeden z nich, „Doon” zbliżył się na odległość strzału torpedowego do niemieckiego zespołu. Wystrzelona przez niego torpeda chybiła celu, zaś odłamki niemieckich pocisków zabiły jednego i raniły 11 członków załogi brytyjskiego okrętu. Lepsze wyniki przyniósł ogień baterii brzegowych chroniących miasto: „Moltke” został trafiony raz, „Blücher” sześć razy, a „Seydlitz” trzykrotnie pociskami kal. 152 mm. Uszkodzenia na „Seydlitzu” były minimalne, żaden z członków jego załogi nie odniósł obrażeń (według innego źródła jeden z marynarzy został ranny).
W tym samym czasie drugi zespół niemiecki ostrzelał Scarborough i Whitby. Obydwie grupy połączyły się o 9.45 i skierowały z powrotem w stronę wybrzeża Niemiec. Okręty brytyjskie, które wyszły w morze przeciwko siłom niemieckim, wykryły co prawda przeciwnika, ale błędy w dowodzeniu pozwoliły Niemcom wymknąć się z próby okrążenia. Nie zrealizowali oni jednak planu wciągnięcia Grand Fleet do bitwy, statyczna taktyka dowodzącego Hochseeflotte admirała von Ingenohla spowodowała, że jej przewaga nie została wykorzystana. Po zakończeniu akcji krążowniki admirała Hippera nie niepokojone powróciły do ujścia Jade.

### Bitwa na Dogger Bank

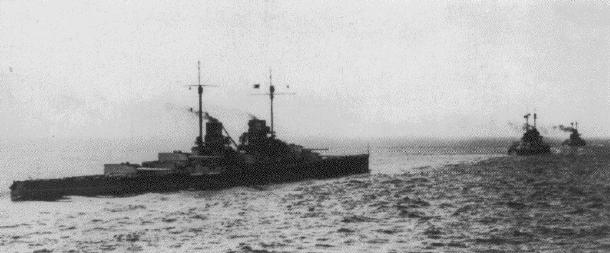
Niemieckie krążowniki liniowe płynące w kierunku Dogger Bank

W styczniu 1915 roku niemieckie dowództwo postanowiło zaatakować okręty brytyjskie patrolujące rejon Dogger Bank. Admirał von Ingenohl powierzył to zadanie 1. Grupie Rozpoznawczej kontradmirała Hippera, wzmocnionej czterema krążownikami lekkimi 2. Grupy Rozpoznawczej i 18 torpedowcami osłony. Eskadra niemiecka opuściła kotwicowisko 23 stycznia. Obok krążowników liniowych: „Seydlitza”, „Derfflingera” i „Moltke” („Von der Tann” przebywał na okresowym remoncie w stoczni) dołączył do niej ponownie krążownik pancerny „Blücher”, wolniejszy i słabiej uzbrojony od pozostałych okrętów. Miały one zaatakować brytyjskie trawlery, łowiące ryby w rejonie ławicy oraz ich ewentualną eskortę. Dzięki wykryciu i rozszyfrowaniu niemieckich sygnałów radiowych Admiralicja brytyjska miała rozeznanie w planie działania i ruchach okrętów admirała Hippera. Przeciwko nim zostały wysłane krążowniki liniowe 1. i 2. Eskadry Krążowników Liniowych dowodzone przez admirała Davida Beatty’ego, 2. Eskadra Krążowników Lekkich komodora Williama Goodenougha oraz okręty Harwich Force komodora Reginalda Tyrwhitta. Ogółem dysponowali oni pięcioma krążownikami liniowymi, siedmioma krążownikami lekkimi i 35 niszczycielami.
Okręty sił lekkich obydwu stron nawiązały kontakt wzrokowy kilkanaście minut po godzinie 8.00 (czasu środkowoeuropejskiego) rankiem 24 stycznia 1915 roku. Brytyjskie krążowniki liniowe otworzyły ciągły ogień o 10.05, jako pierwszy cel obierając pozostającego w tyle za resztą eskadry niemieckiej „Blüchera”. „Seydlitz” toczył początkowo pojedynek artyleryjski z „Tigerem”, a w dalszej fazie bitwy z okrętem flagowym admirała Beatty’ego, „Lionem”. Artylerzyści niemieckiego krążownika wystrzelili podczas bitwy około 390 pocisków dużego kalibru, odnotowując osiem trafień w jednostki przeciwnika z łącznie 22 uzyskanych przez niemieckie okręty. Sam „Seydlitz” został trafiony trzykrotnie (niektóre źródła mówią o dwóch trafieniach). Po raz pierwszy o 10.25 pociskiem kal. 343 mm z „Tigera”, który nie spowodował znaczniejszych uszkodzeń. Drugi raz o 10.43 takim samym pociskiem z „Liona”, który przebił pancerz górnego pokładu w rufowej części okrętu, zdemolował znajdujące się tam pomieszczenia oficerskie i rozerwał się w trakcie penetracji przez barbetę drugiej rufowej wieży artyleryjskiej. Eksplozja spowodowała pożar, który przeniknął do magazynów amunicyjnych obu wież rufowych, zapalając część ze zmagazynowanych tam ładunków. W ogniu zginęło 159 członków załogi okrętu, sześciu dalszych zmarło później z odniesionych ran, zniszczone zostały obie rufowe wieże. Jedynie poświęcenie starszego mata Wilhelma Heidkampa, który pomimo odniesionych ran i oparzeń uruchomił pompy (gołymi rękami odkręcając rozżarzone zawory) i zatopił komory amunicyjne, uratowało okręt przed całkowitym zniszczeniem. Trzeci pocisk kal. 343 mm, także z „Liona”, trafił w burtowy pas pancerny na śródokręciu, ale go nie przebił. Wybuch spowodował obluzowanie się jednej z blach poszycia, w efekcie czego do wnętrza kadłuba zaczęła napływać woda.
O 12.12 admirał Hipper, wobec poważnych uszkodzeń swojego okrętu flagowego, zdecydował się zerwać kontakt bojowy z przeciwnikiem i skierować w stronę niemieckiego brzegu. Na placu boju pozostał ciężko uszkodzony i unieruchomiony „Blücher”. W wyniku skoncentrowanego ognia krążownik pancerny zatonął o 13.13 wraz z 792 członkami załogi. Skupienie się Brytyjczyków na zniszczeniu najsłabszego z niemieckich okrętów pozwoliło pozostałym oderwać się od przeciwnika. Po stronie niemieckiej, poza „Seydlitzem”, trafione zostały „Derfflinger” oraz lekki krążownik „Kolberg”. Brytyjczycy mieli ciężko uszkodzonego „Liona” i jeden z niszczycieli, lżej „Tigera”. „Seydlitz” powrócił do Wilhelmshaven z ponad tysiącem ton wody w kadłubie. Naprawa uszkodzeń w tamtejszej stoczni trwała do końca marca 1915 roku, w jej trakcie okręt był wizytowany przez cesarza Wilhelma II.
Po dołączeniu do floty „Seydlitz” brał udział w jej działaniach w dniach 17–18 i 21–22 kwietnia oraz 17–18 i 29–30 maja, bez kontaktu bojowego z przeciwnikiem.

### Od Dogger Bank do Skagerraku
W pierwszych dniach sierpnia 1915 roku trzy okręty 1. Grupy Rozpoznawczej: „Seydlitz”, „Moltke” i „Von der Tann” pod dowództwem wiceadmirała Hippera (awans otrzymał 17 czerwca 1915 roku), wraz z grupą starszych drednotów zostały przesunięte do działań na Morzu Bałtyckim. Ich zadaniem było zniszczenie sił marynarki rosyjskiej w rejonie Zatoki Ryskiej. Krążowniki liniowe, z racji swej szybkości, miały stanowić grupę osłonową. Prowadzone w dniach od 8 do 19 sierpnia 1915 roku działania floty niemieckiej nie przyniosły sukcesu, zaś obawa przed atakami obecnych na Bałtyku rosyjskich i brytyjskich okrętów podwodnych spowodowała ostatecznie jej wycofanie się po storpedowaniu „Moltkego” przez HMS E1 rankiem 19 sierpnia. Wcześniej, 17 sierpnia, „Seydlitz” natknął się na płynący na powierzchni E9 i ostrzelał go, zmuszając do zanurzenia. Po powrocie do Wilhelmshaven „Seydlitz” brał udział w kolejnych operacjach Hochseeflotte, w tym osłonie minowania przez krążowniki lekkie 2. Grupy Rozpoznawczej wód ławicy Terschelling u wybrzeży Holandii 11 i 12 września oraz wypadzie floty na wysokość Esbjergu 23 i 24 października 1915 roku. 4 grudnia, przy wyjściu z Kanału cesarza Wilhelma, fragment sieci przeciwtorpedowej zaplątał się w jedną ze śrub, co spowodowało konieczność interwencji nurków dla jej oczyszczenia.
Na początku 1916 roku nastąpiła zmiana na stanowisku dowódcy Hochseeflotte: ciężko chorego na raka admirała Hugo von Pohla (zmarł w szpitalu 23 lutego) zastąpił Reinhard Scheer, zwolennik ofensywnych działań ciężkich okrętów Kaiserliche Marine. Oznaczało to zmianę strategii niemieckiej na morzu. Według planów admirała Scheera lekkie siły oraz krążowniki liniowe 1. Grupy Rozpoznawczej Franza Hippera miały swymi działaniami wywabić okręty Grand Fleet w morze, gdzie starłyby się z oczekującymi w zasadzce pancernikami Hochseeflotte. Korzystając z chwilowej przewagi Niemcy powinni zwyciężyć przeciwnika i uzyskać panowanie na morzu, niezbędne dla przełamania blokady alianckiej i przeprowadzenia zwycięskiej ofensywy lądowej na froncie zachodnim).
W marcu 1916 roku „Seydlitz” dwukrotnie brał udział w akcjach Kaiserliche Marine, nie napotykając przeciwnika. 3 i 4 marca osłaniał powrót krążownika pomocniczego „Möwe”, od 5 do 7 marca uczestniczył w wypadzie w rejon Hoofden. Kolejna akcja zaplanowana została na 21 i 22 kwietnia 1916 roku. Tym razem jednostki niemieckie miały zbombardować cele na wschodnim wybrzeżu Anglii, jednak została ona przerwana wskutek wejścia na minę na nierozpoznanym polu minowym małego krążownika „Graudenz”. Niemcy zdecydowani byli jak najszybciej powtórzyć akcję przeciwko angielskim miastom. Krążowniki liniowe 1. Grupy Rozpoznawczej, dowodzonej w zastępstwie chorego admirała Hippera przez wiceadmirała Friedricha Bödickera, wyszły w morze z kotwicowiska u ujścia Jade rankiem 24 kwietnia 1916 roku. Celem było zbombardowanie Lowestoft i Great Yarmouth. Oba miasta nie zostały wybrane przypadkiem: Lowestoft było bazą brytyjskich sił minowych, w Yarmouth stacjonowały brytyjskie okręty podwodne. Zgodnie z planem, w ślad za krążownikami liniowymi podążały główne siły Hochseeflotte pod dowództwem admirała Scheera. Swoje pozycje na podejściach do baz brytyjskich zajęły także U-Booty, których zadaniem było meldowanie o ruchach Royal Navy oraz przeprowadzenie w sprzyjających warunkach ataków na wykryte jednostki.
W skład 1. Grupy Rozpoznawczej wchodziły następujące krążowniki liniowe: flagowy „Seydlitz”, najnowszy „Lützow”, „Derfflinger”, „Moltke” i „Von der Tann”, osłaniane przez sześć krążowników lekkich i dwie flotylle torpedowców. O godzinie 15.48 24 kwietnia „Seydlitz” wszedł na minę, pochodzącą najprawdopodobniej z zagrody postawionej przez brytyjskie okręty podwodne, która eksplodowała na lewej burcie na wysokości przedziału wyrzutni torpedowej, 3,9 m poniżej linii wodnej. Jej wybuch rozerwał kadłub na długości około 15 metrów i spowodował śmierć jedenastu członków załogi. Do wnętrza wlało się ponad 1400 ton wody. Zanurzenie dziobu zwiększyło się o 1,4 m, a prędkość okrętu spadła do 15 węzłów. Uszkodzony krążownik został odesłany do Wilhelmshaven w eskorcie dwóch niszczycieli, zaś pozostałe okręty kontynuowały operację. Admirał Bödicker przeniósł się ze swoim sztabem na „Lützowa”. Remont „Seydlitza” trwał do 29 maja 1916 roku, co stało się przyczyną przesunięcia przez admirała Scheera terminu następnej akcji przeciwko Royal Navy. Planował on przeprowadzenie kolejnych rajdów w najbliższym czasie, licząc na wciągnięcie nieprzyjaciela do walnej bitwy sił głównych, zwycięstwo w której miało zdecydować o panowaniu na morzu. Zaraz też po uzyskaniu przez krążownik pełnej sprawności rozpoczęto przygotowania do wyjścia w morze.

### Bitwa jutlandzka

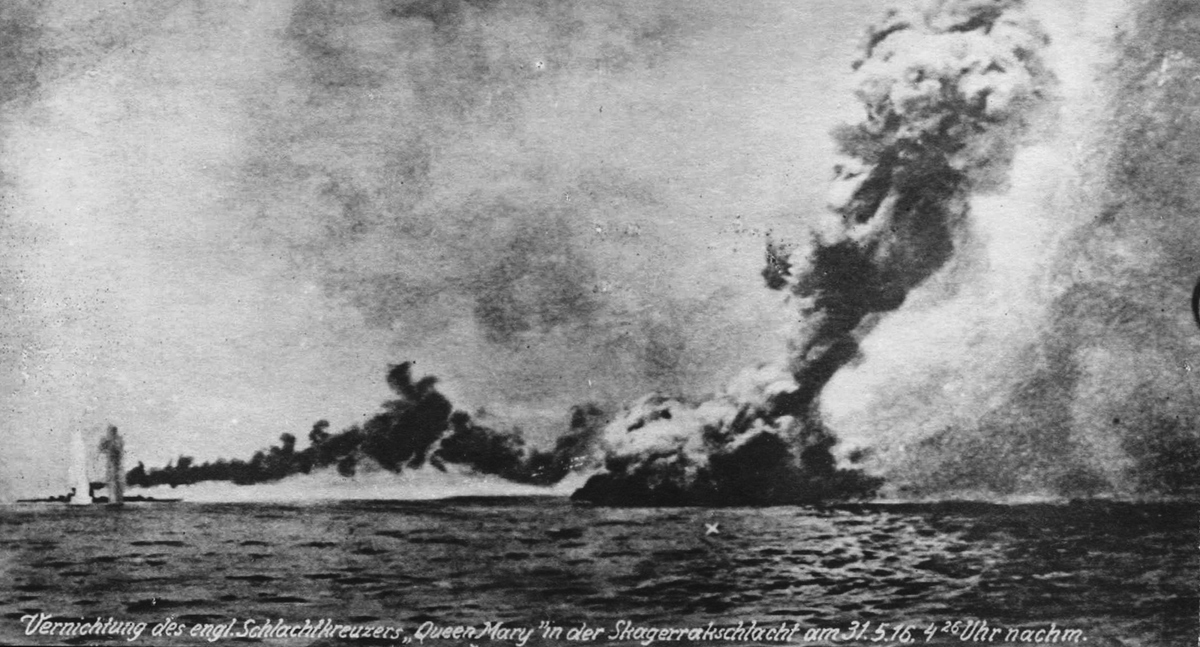
Eksplozja „Queen Mary” w trakcie bitwy jutlandzkiej

31 maja i 1 czerwca 1916 roku „Seydlitz” wziął udział w największej bitwie morskiej I wojny światowej, znanej jako bitwa jutlandzka, a w historiografii niemieckiej jako bitwa na Skagerraku. Doszło do niej na skutek spotkania się na morzu głównych sił morskich Niemiec i Wielkiej Brytanii. Niemieckie krążowniki liniowe 1. Grupy Rozpoznawczej, którym towarzyszyły mniejsze okręty wyszły w morze z kotwicowiska u ujścia rzeki Jade o godzinie 2.00 w nocy 31 maja i skierowały się najpierw w stronę wybrzeży Norwegii, a następnie na Skagerrak, gdzie miały przeprowadzić działania przeciwko żegludze brytyjskiej. W przypadku napotkania przeważających sił miały się wycofać pod osłonę dział podążającej za nimi Hochseeflotte. W szyku torowym krążowników admirała Hippera „Seydlitz” zajmował trzecią pozycję, za flagowym „Lützowem” i „Derfflingerem”.
Krótko przed godziną 16.00 nastąpiło spotkanie krążowników 1. Grupy Rozpoznawczej z podążającymi w ich kierunku jednostkami 1. i 2. Eskadry Krążowników Liniowych dowodzonymi przez wiceadmirała Davida Beatty’ego. Niemieccy artylerzyści otworzyli ogień o godzinie 16.48. Zgodnie z dokonanym przez admirała Hippera podziałem celów, artylerzyści „Seydlitza” wzięli na cel „Queen Mary”. W pojedynku ogniowym tych dwóch okrętów przewagę osiągnęli początkowo Brytyjczycy, trafiając przeciwnika czterema pociskami kalibru 343 mm. Pierwszy z nich uderzył w pancerz burtowy na wysokości masztu przedniego, przebił go i wybuchł poniżej pokładu bateryjnego, uszkadzając instalację elektryczną i gródź przeciwtorpedową, deformując pokład główny i powodując pożar. Drugi trafił w barbetę tylnej wieży śródokręcia i eksplodował wewnątrz niej. Odłamki spowodowały pożar ładunków w pomieszczeniu przeładowczym oraz śmierć większości obsługi komór amunicyjnych. Wieża ta została wyłączona z boju do końca bitwy. Trzeci pocisk z „Queen Mary” rozerwał się w morzu tuż koło burty na wysokości śródokręcia, a siła eksplozji spowodowała rozszczelnienie wiązań poszycia na długości około 11 m. Do wnętrza kadłuba zaczęła przedostawać się woda. Czwarty pocisk trafił w prawą burtę na łączeniu dwóch pasów pancerza, całkowicie niszcząc kazamatę jednego z dział kal. 150 mm i zabijając wszystkich tam obecnych z wyjątkiem jednego człowieka.
„Seydlitz” odniósł poważne uszkodzenia, miał częściowo niesprawną instalację elektryczną i wentylacyjną, ale nie został wyłączony z bitwy. W pojedynku ogniowym z „Queen Mary” wsparli go artylerzyści „Derfflingera”. Wkrótce uzyskali wielki sukces, gdy jeden z pocisków spowodował eksplozję komór amunicyjnych brytyjskiego okrętu i jego zniszczenie. W dalszej fazie bitwy celem dla armat „Seydlitza” były między innymi krążownik liniowy „Tiger” oraz pancerniki „Warspite” i „Colossus”. Sam stał się obiektem ataku torpedowego brytyjskich niszczycieli. Jedna z torped, wystrzelona najprawdopodobniej z „Petarda” lub „Turbulenta”, trafiła około 18.00 w dziobową część „Seydlitza”, na wysokości pierwszej wieży artyleryjskiej. Okręt mógł kontynuować walkę, chociaż miał rozdarte na długości 11 m poszycie, a przez powstały otwór wlało się do wnętrza kolejne dwa tysiące ton wody. Zalanych zostało pięć przedziałów, a uszkodzeniu od wstrząsu uległa jedna z turbin, naprawiona jednak w kwadrans dzięki ofiarności załogi.

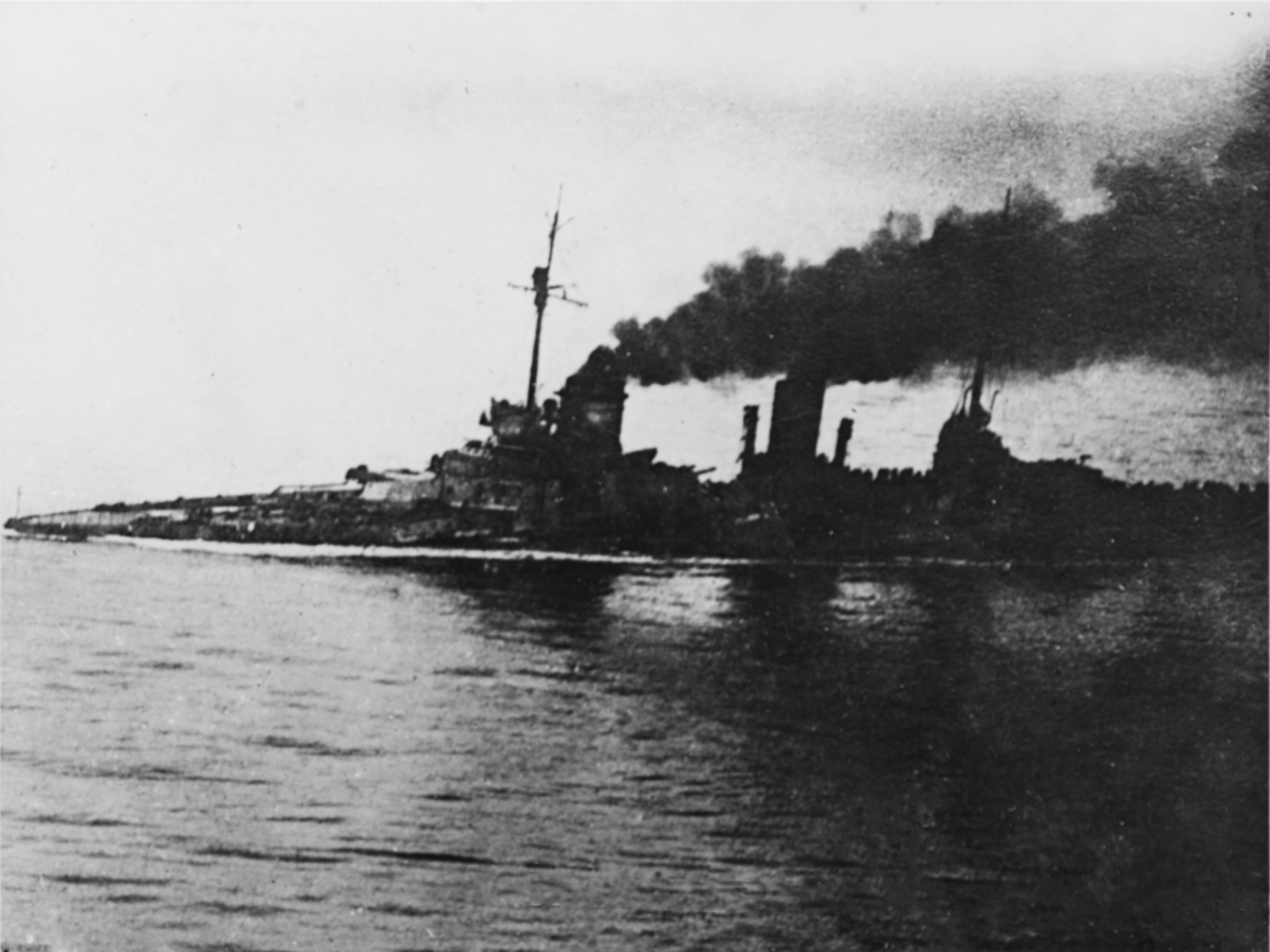
„Seydlitz” po uszkodzeniach otrzymanych w trakcie bitwy jutlandzkiej

Poważne szkody wyrządziły na krążowniku dopiero trafienia pociskami artyleryjskimi dużego kalibru, otrzymane podczas wymiany ognia z pancernikami brytyjskiej 5. Eskadry oraz podczas przeprowadzania przez okręty 1. Grupy Rozpoznawczej kontrataku, mającego osłonić manewr odwrotu sił głównych Hochseeflotte. Pomiędzy 18.50 a 19.30 „Seydlitz” został pięciokrotnie trafiony pociskami kal. 381 mm oraz jednym kal. 343 mm, których wybuchy powiększyły zniszczenia wewnątrz okrętu oraz wyłączyły z walki drugą z wież artyleryjskich śródokręcia. Ponadto jeszcze jeden pocisk dużego kalibru eksplodował w morzu tuż przy burcie. Niektóre przedziały kadłuba okrętu ogarnął pożar, prędkość spadła do 20, później 15, a nawet 12 węzłów. Próba zwiększenia prędkości spowodowała napływ kolejnych porcji wody oraz problemy ze szczelnością grodzi wewnętrznych. Gdy admirał Hipper zdecydował się opuścić poważnie zniszczonego „Lützowa” i przenieść swoją flagę na inny okręt, dowódca „Seydlitza” stwierdził, że jego jednostka również jest zbyt ciężko uszkodzona.
W dalszej fazie boju, gdy na rozkaz wiceadmirała Scheera krążowniki liniowe 1. Grupy Rozpoznawczej przeprowadziły straceńczy atak dla osłonięcia odwrotu własnych sił głównych, „Seydlitz” otrzymał kolejne trafienia. Pierwszy z pocisków, najprawdopodobniej kal. 305 mm z „Indomitable”, uderzył w pancerz burtowy, ale go nie przebił. Wstrząs wywołany przez to uderzenie spowodował jednak czasowe uszkodzenie głównego urządzenia sterowego. Później, w ciągu kwadransa, od godziny 21.12, w okręt trafiły cztery pociski kal. 305 mm (z pancerników „Hercules” i „St. Vincent”) oraz jeden kal. 381 mm (z „Royal Oak”). Ich efektem były dalsze uszkodzenia i wyłączenie z walki wieży rufowej. Pomiędzy 22.24 a 22.30 „Seydlitz” otrzymał ostatnich pięć trafień pociskami kalibrów 343 i 305 mm z krążowników liniowych „Princess Royal” i „New Zealand”. W sumie otrzymał ich 22 (inne źródła mówią o 21, 24 lub 25). Zginęło 98 członków załogi okrętu, rozbita została większość dział.
Załoga okrętu, wycofującego się z prędkością dochodzącą maksymalnie do 18 węzłów, walczyła o utrzymanie pływalności i nie dopuszczenie do zalewania dalszych pomieszczeń. „Seydlitz” był eskortowany przez cztery torpedowce, do których nad ranem dołączył krążownik lekki „Pillau”. Zespołowi udało się uniknąć natknięcia na główne i lekkie siły brytyjskie. Przed godziną 4.00 „Seydlitz” wszedł na mieliznę przy torze wodnym prowadzącym przez Horns Rev, ale wkrótce odzyskał pływalność. Po raz drugi ugrzązł na płyciźnie około 10.00 rano. Ostatecznie, mocno przegłębiony na dziób i przechylony na lewą burtę okręt, dotarł jednak 3 czerwca nad ranem do Wilhelmshaven, po 57 godzinach rejsu, dzięki pomocy między innymi parowców ratowniczych „Kraft” i „Boreas”, mając w kadłubie ponad 5300 ton wody.
4 czerwca odbył się w Wilhelmshaven pogrzeb poległych, których ciała odnaleziono wewnątrz okrętu. Dwa dni później, korzystając z przypływu, okręt wszedł do śluzy południowej, gdzie przeprowadzono dalsze prace, mające na celu odciążenie kadłuba. Po osuszeniu, 15 czerwca krążownik został odstawiony do stoczni na remont w doku pływającym, trwający do 1 października 1916 roku. Ofiarność załogi została doceniona: 23 lipca cesarz Wilhelm II wystosował do jej członków osobiste pismo. Wyraził też uznanie jednostkom, których pomoc okazała się niezbędna w doprowadzeniu „Seydlitza” do portu.

### Od bitwy jutlandzkiej do zakończenia wojny
„Seydlitz” osiągnął pełną gotowość bojową w listopadzie i został ponownie okrętem flagowym admirała Hippera, pełniąc tę funkcję do ostatnich dni października 1917 roku, gdy przejął ją nowy krążownik liniowy „Hindenburg”. Ponieważ od 20 sierpnia Hipperowi i jego oficerom przydzielono pomieszczenia sztabowe na krążowniku lekkim „Niobe”, na pokład „Seydlitza” powracali tylko w czasie prowadzenia akcji bojowych. Pierwsza z nich odbyła się w dniach 4–5 listopada 1916 roku, gdy krążownik wziął udział w osłonie akcji ratowniczej dwóch U-Bootów, które wpadły na mieliznę u wybrzeży Danii. W jej trakcie brytyjski okręt podwodny J1 uszkodził torpedami drednoty „Großer Kurfürst” i „Kronprinz”. Ponieważ po bitwie jutlandzkiej dowództwo floty niemieckiej faworyzowało działania okrętów podwodnych przeciwko brytyjskim liniom żeglugowym, duże okręty sił nawodnych nie brały udziału w większych akcjach. W 1917 roku krążownik zajmował się osłanianiem własnych operacji minowych na wodach przybrzeżnych. Od listopada tegoż roku dotychczasowego dowódcę „Seydlitza”, Moritza von Egidy, zastąpił Kapitän zur See Wilhelm Tägert.
Od końca 1917 roku lekkie siły Kaiserliche Marine rozpoczęły, z sukcesami, zwalczanie brytyjskich konwojów do neutralnej Norwegii. Zaniepokojony tym ówczesny dowódca Grand Fleet, admirał David Beatty, zdecydował, że ważne konwoje będą dodatkowo osłaniane przez wydzieloną eskadrę okrętów liniowych. Stworzyło to jednostkom Hochseeflotte okazję do przechwycenia i zniszczenia takiej eskadry, korzystając z chwilowej przewagi liczebnej. Plan wiceadmirała Hippera polegał na przeprowadzeniu ataku na konwój przez krążowniki liniowe 1 Grupy Rozpoznawczej, które miały następnie wciągnąć ścigające je okręty brytyjskie pod ogień oczekujących w zasadzce niemieckich sił głównych. Flota niemiecka, prowadzona przez najnowszy krążownik liniowy „Hindenburg”, opuściła kotwicowiska rankiem 23 kwietnia 1918 roku. Już w godzinę później z jej składu ubyły dwie jednostki. „Moltke” doznał poważnej awarii urządzeń napędowych i, niezdolny do samodzielnego poruszania się, został wzięty na hol i odprowadzony do bazy przez pancernik „Oldenburg”. Pozostałe okręty kontynuowały akcję, ale pomimo dwudniowych poszukiwań nie udało im się przechwycić żadnego konwoju i w dniu 25 kwietnia wszystkie powróciły do baz.
W październiku 1918 roku Cesarstwo Niemieckie znalazło się w bardzo trudnej sytuacji. Zwycięska ofensywa państw Ententy, wycofywanie się z działań wojennych kolejnych sprzymierzeńców oraz rewolucyjne wrzenie w samych Niemczech spowodowały podjęcie przez nowego kanclerza, księcia Maksymiliana Badeńskiego rozmów o zawieszeniu broni z aliantami. Reakcją dowodzącego od sierpnia 1918 roku Kaiserliche Marine admirała Reinharda Scheera, nie wyrażającego (podobnie jak większość dowództwa armii i floty niemieckiej) zgody na zaprzestanie działań wojennych, było opracowanie planu decydującej bitwy morskiej z brytyjską Royal Navy. Miał go wykonać admirał Franz von Hipper z podległą mu Hochseeflotte. Okręty admirała Hippera wyszły na redę bazy w Wilhelmshaven w nocy z 29 na 30 października 1918 roku. Jednak niemieccy marynarze nie zamierzali brać udziału w tej, w zasadzie samobójczej misji i odmówili wykonywania rozkazów. W obliczu otwartej rewolty admirał Hipper nakazał okrętom powrót do portów w Wilhelmshaven i Kilonii.
Ostatecznie Niemcy zgodziły się na podpisanie 11 listopada 1918 roku rozejmu w Compiègne, kończącego I wojnę światową. Na mocy tego traktatu okręty Kaiserliche Marine miały zostać rozbrojone i poddane kontroli sprzymierzonych. U-Booty miały zostać wydane ostatecznie i bez prawa do zwrotu, natomiast jednostki nawodne poddane internowaniu na czas trwania rozmów pokojowych. Prezydent Stanów Zjednoczonych Woodrow Wilson proponował przekazanie rozbrojonej floty niemieckiej pod nadzór któregoś z państw neutralnych, między innymi Hiszpanii, Holandii i Norwegii, które miały techniczne możliwości przyjęcia tak dużej ilości jednostek w swoich portach. Ostatecznie aktualna stała się oferta brytyjska, wskazująca na kotwicowisko Royal Navy w Scapa Flow na Orkadach jako miejsce postoju internowanej Hochseeflotte.

## Internowanie w Scapa Flow i samozatopienie

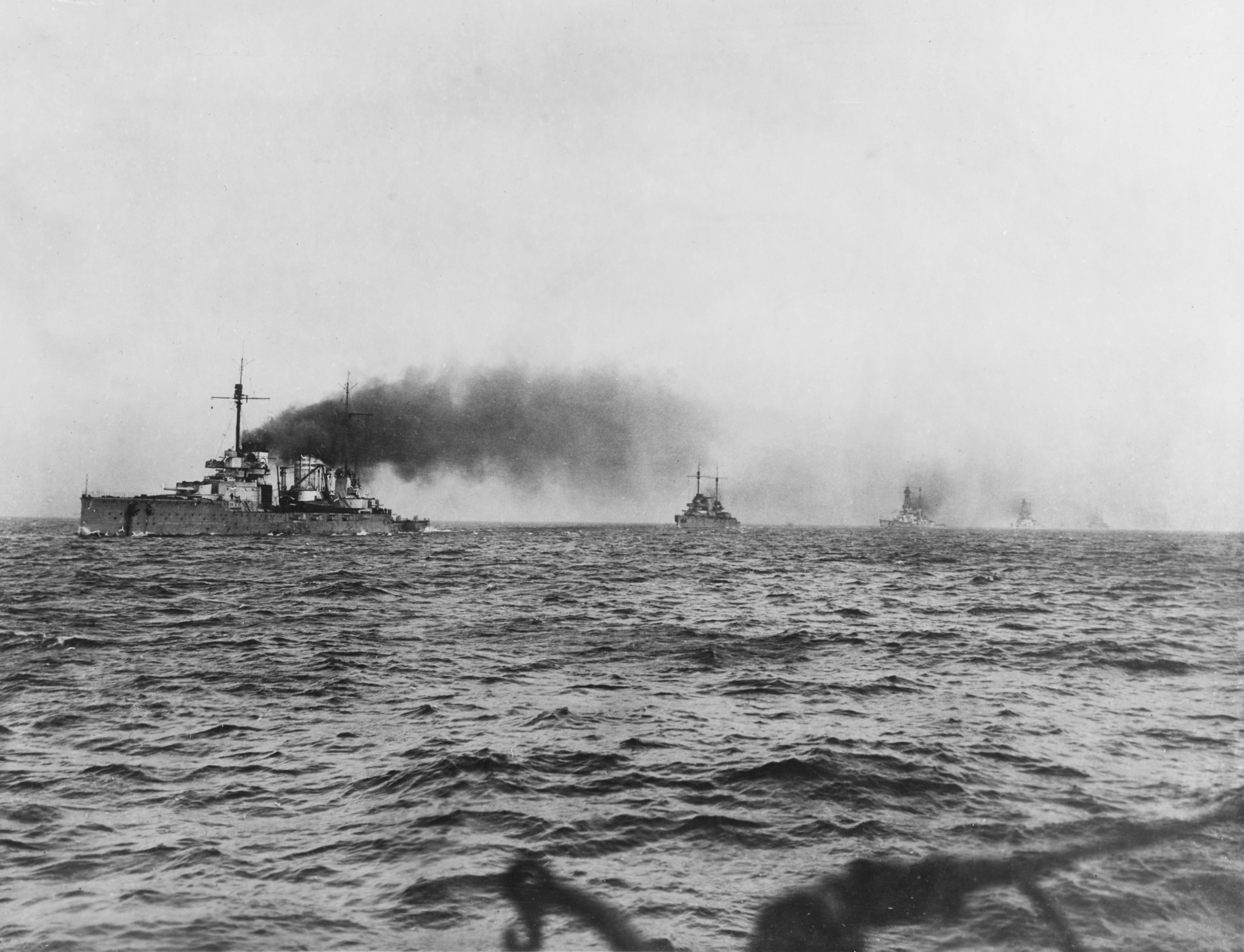
„Seydlitz” prowadzący pozostałe niemieckie krążowniki liniowe w drodze do Scapa Flow

W wyniku negocjacji pomiędzy przedstawicielami marynarek wojennych Wielkiej Brytanii i Niemiec ustalono listę internowanych okrętów. Niemieckie jednostki prowadzone przez „Seydlitza”, rozbrojone i z minimalnymi zapasami paliwa oraz żywności, wyszły w morze 19 listopada 1918 roku pod dowództwem admirała Ludwiga von Reutera, by po spotkaniu z silnym zespołem Royal Navy, wzmocnionym na tę okazję okrętami US Navy i Marine nationale, wpłynąć do Firth of Forth. Po przeprowadzeniu kontroli stanu rozbrojenia okręty zostały przebazowane do Scapa Flow. W grudniu komandor Tägert powrócił do Niemiec, a funkcję dowódcy szkieletowej załogi objął Kapitänleutnant (odpowiednik kapitana marynarki) Otto Brauer.
W trakcie pobytu na internowaniu Ludwig von Reuter coraz wyraźniej zdawał sobie sprawę, że powrót choćby części powierzonych mu okrętów do kraju jest niemożliwy. W związku z tym i w obliczu zbliżającego się dnia wygaśnięcia obowiązywania zawieszenia broni, niemiecki dowódca zdecydował się postąpić zgodnie z rozkazem cesarza, mówiącym, że żaden niemiecki okręt nie może się dostać w ręce wroga. 21 czerwca 1919 roku admirał wydał rozkaz o samozatopieniu. „Seydlitz” zatonął o godzinie 13.50, na południe od wyspy Cava. Jego marynarze zostali potraktowani jako jeńcy wojenni i osadzeni w obozach, skąd powrócili do kraju dopiero na początku 1920 roku.
Wrak krążownika spoczywał na prawej burcie na dnie brytyjskiej bazy, głębokim na około 20 m tak, że podczas odpływu częściowo wystawał ponad powierzchnię morza. Prawa do jego wydobycia nabyła w 1924 roku firma Cox & Danks, która najpierw wykorzystała węgiel z bunkrów wpółzatopionego okrętu, a następnie zdemontowała i sprzedała 2000 ton stali pancernej z dziobowej części wraku. Po pierwszych, nieudanych próbach podniesienia, ostatecznie „Seydlitz” został wydobyty 2 listopada 1928 roku. Został sprzedany firmie rozbiórkowej Alloa Shipbreaking Co. i, po częściowym demontażu w Lyness, przeholowany w maju 1929 roku kilem do góry do Rosyth, gdzie zezłomowano go do 1930 roku.
Dzwon okrętowy „Seydlitza” został w latach 60. XX wieku przekazany Bundesmarine i jest eksponowany w muzeum w Laboe.